# 池崎浩士
池崎浩士（いけざきひろし、1980年11月11日 - ）は、滋賀県出身のシンガーソングライター。一人芝居と歌を組み合わせたライブと、落語ブルースバンドで活動中の「自転車で景色を運ぶ音楽屋さん。」
代表作は木村龍馬のテーマソング（2010年）。

## 略歴
2001年、450km3日間かけて長浜から自転車で上京。
こんなことでは地球は救えない24時間ライブ、自腹で中野区小劇場単独ライブ、自腹で地元びわ町リュート プラザ5年連続単独ライブ、滋賀-東京復路サイクリング（所要時間120時間）。
2008年、一人芝居と歌を組み合わせたライブと、落語とブルースを組み合わせたライブを始める。

## ディスコグラフィ

### CD
- 2001年10月　ミニアルバム「池崎浩士のうた」
- 2003年 4月　シングル「準備をしよう」
- 2003年 7月　アルバム「やるしかねぇんだよ！！」
- 2005年 6月　ミニアルバム「CIGALET'S」
- 2008年 5月　ミニアルバム「春」
- 2008年11月　ミニアルバム「夏」
- 2009年 2月　ミニアルバム「秋」
- 2009年11月　ミニアルバム「（新）秋」
- 2010年 3月　アコギアルバム「弾きざきひろし2010」

### DVD
- 2008年11月　ライブDVD「DLIVE CYCLING ～ルート７５８INハートビートカフェ」（非売品）
- 2008年12月　ライブDVD「LIVE CYCLING ～シキサイ～」

## ライブ

### DLIVE CYCLING
一人芝居と歌の融合ライブの総称。初披露となった2008年6月15日下北沢トロカデロハウスではバンドでのライブだったが、その後はギター一本でのスタイルが定番化している。また、二人芝居や落語とブルース、落語と歌といった形式でのライブへと表現方法は多岐に渡っている。

### DLIVE×PAINT
一人芝居と歌の融合ライブにイラストレーター佐々木ゆきが即興で絵を描くコラボレーションライブの総称。

### 落語ブルースバンド
池崎浩士の落語とブルース（洋楽の日本語詞によるカバー）によるバンド。
Vo&噺：池崎浩士　Gt：堀崎翔　Ba：時光真一郎　Dr：原治武